# Gauschnitzschule

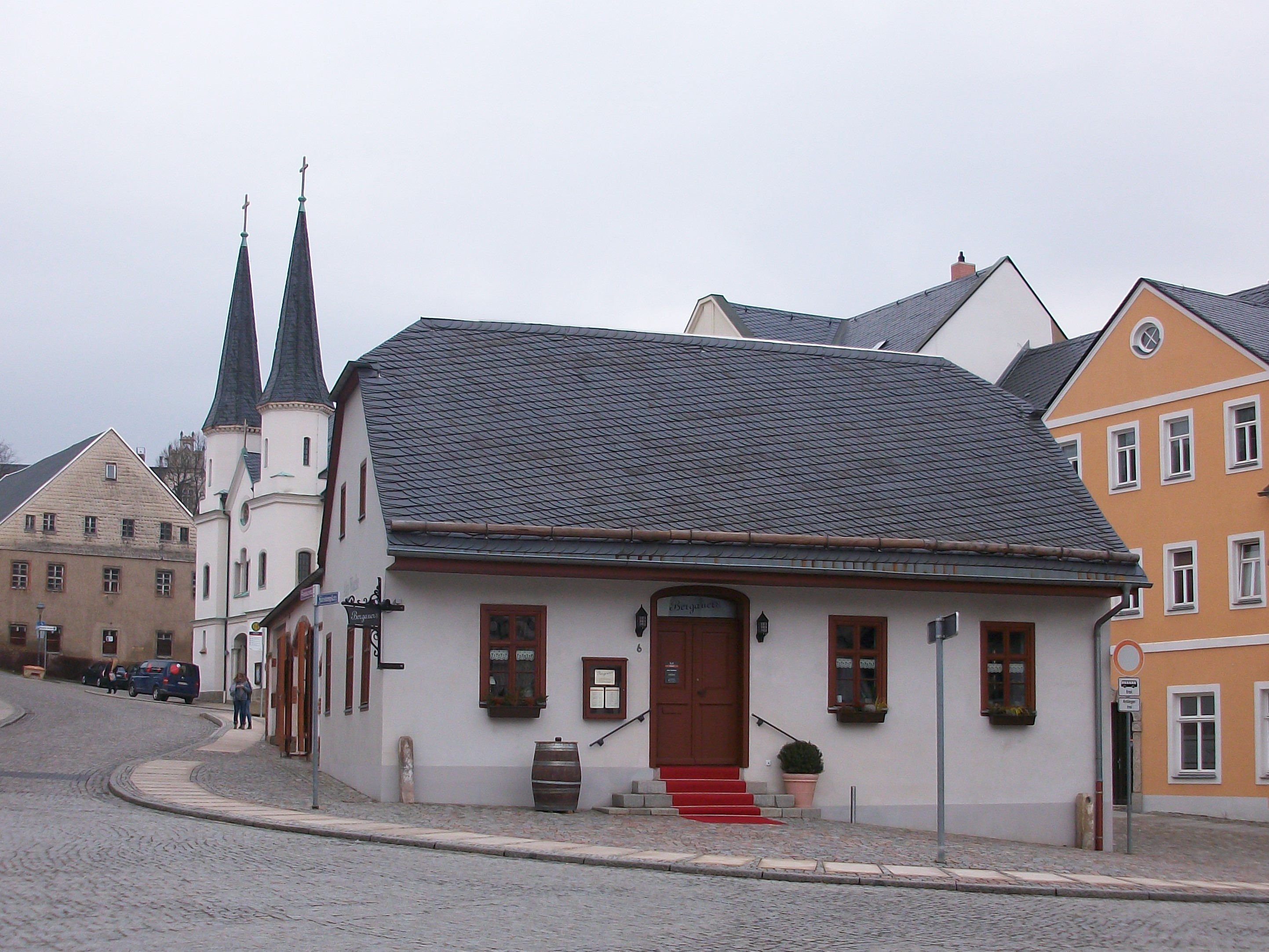
Frühere Gauschnitzschule, Fürstenplatz 6 in Schneeberg

Die Gauschnitzschule war eine Aus- und Weiterbildungsstätte für die Schnitzen genannte Technik der Holzbearbeitung. Sie hatte von 1938 bis 1945 ihren Sitz in der sächsischen Bergstadt Schneeberg im Erzgebirge und war neben der 1921 gegründeten städtischen Schnitzschule in Neustädtel die einzige ihrer Art für erzgebirgische Schnitzkunst. Daneben konnten Frauen dort auch dem Klöppelhandwerk nachgehen.

## Geschichte
Die Schnitzschule für den gesamten Gau Sachsen wurde unter dem Eindruck der Feierohmdschau in Schwarzenberg/Erzgeb. auf Anregung des Gaureferenten für Feierabendkunst in der nationalsozialistischen Gemeinschaft „Kraft durch Freude“, Fritz Thost, ins Leben gerufen worden. Sie wurde in der alten, unter Denkmalschutz stehenden historischen Wache am Fürstenplatz in Schneeberg untergebracht. Die Weihe der Gauschnitzschule fand am 9. Juli 1938 statt. Nach einem Musikstück der Schneeberger Bergkapelle zu Schneeberg fand die Begrüßung der zahlreichen Gäste statt, darunter der NS-Gaukulturwart Willy Korb und der Kreiskulturwart Friedrich Emil Krauß aus Schwarzenberg/Erzgeb., der in seiner Rede auf die Ausgaben der Schule einging. Die Ausbildung fand durch mehrere bekannte Schnitzmeister aus dem Erzgebirge statt. Dazu zählten Gustav Rössel aus Neustädtel, Tümpel aus Lößnitz und Hähnel aus Lauter. Eine der ersten größeren Veranstaltungen, an deren Organisation die Schnitzschule beteiligt war, war die vom 27. November 1938 bis 15. Januar 1939 in Schneeberg stattfindende große Feierabend-Ausstellung.
Die Schnitzschule wurde nach 1945 in staatlicher Hand weitergeführt. 1967 war sie eine von vier staatlichen Schnitzschulen in der DDR. Die anderen Schnitzschulen befanden sich in Annaberg, Bermsgrün und Hohndorf. Im Kurort Oberwiesenthal war 1939 der Plan zu einer Einrichtung einer Klöppel- und Schnitzschule gefasst worden, der durch den Ausbruch des Zweiten Weltkrieges nicht verwirklicht wurde.